# پروستییوویتشکی
پروستییوویتشکی (به چکی: Prostějovičky) یک منطقهٔ مسکونی در جمهوری چک است که در ناحیه پروستییوو واقع شده‌است. پروستییوویتشکی ۳٫۰۴ کیلومتر مربع مساحت و ۲۷۸ نفر جمعیت دارد و ۳۸۲ متر بالاتر از سطح دریا واقع شده‌است.